# Алгонквин (Мериленд)
Алгонквин (енгл. Algonquin) насељено је место без административног статуса у америчкој савезној држави Мериленд.

## Демографија
По попису из 2010. године број становника је 1.241, што је 120 (-8,8%) становника мање него 2000. године.
| Група             | 2000.         | 2010.         |
| Белци             | 1.304 (95,8%) | 1.171 (94,4%) |
| Афроамериканци    | 24 (1,8%)     | 28 (2,3%)     |
| Азијати           | 12 (0,9%)     | 4 (0,3%)      |
| Хиспаноамериканци | 17 (1,2%)     | 20 (1,6%)     |
| Укупно            | 1.361         | 1.241         |